# Grandosmylus nubeculosus
Grandosmylus nubeculosus är en insektsart som först beskrevs av Navás 1910.  Grandosmylus nubeculosus ingår i släktet Grandosmylus och familjen vattenrovsländor. Inga underarter finns listade i Catalogue of Life.